# Pueblo avar
Los avaros son un pueblo del Cáucaso, principalmente del Daguestán, en donde son el grupo mayoritario.

## Características

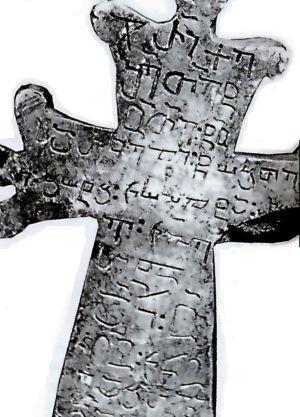
Antigua cruz avar

Ocupan gran parte del área montañosa de Daguestán y de sus llanuras (aunque parcialmente en las regiones de Buinaksk, Jasaviurt y otras). También viven en Chechenia, Kalmukia y otros sujetos federales de la Federación de Rusia, así como en Azerbaiyán (principalmente las regiones de Balakán y Zagatala), Georgia (avares de Kvareli) y Turquía. Debe distinguírselos de los ávaros de Panonia.
Su lengua es el avar, que pertenece a la familia de lenguas del noreste del Cáucaso (también conocida como Naj-daguestaní).
Ellos se denominan a sí mismos maaruli, mientras que el término «avar» proviene probablemente del azerí. Practican mayoritariamente el islam suní.
En 2002, los avares, que asimilaron a algunos grupos de personas con idiomas relacionados, superaban el millón de personas, de las cuales 757 000 viven en Rusia y más de 700 000 en Daguestán. El 32 % reside en ciudades (según cifras de 2001).